# Thomaz Santos
Antonio Thomaz Santos de Barros (São Paulo, 22 de mayo de 1986) es un futbolista brasilero nacionalizado boliviano que juega de mediapunta en el Independiente Petrolero de la Primera División de Bolivia.

## Trayectoria
Empezó en las divisiones inferiores de  Juventus de Sao Paulo y Corinthians,  Debutó profesionalmente con el Gremio Barureri, estuvo en varios clubes de Brasil, además en el FC Chiasso de Suiza . Finalmente el año 2014 ficha para el Club Jorge Wilstermann de Bolivia. Posteriormente fichó por el Sao Paulo de Brasil donde después de una temporada llegó al club Bolívar.

## Clubes
| Club                    | País           | Año               |
| ----------------------- | -------------- | ----------------- |
| São Paulo               | Brasil         | 2002              |
| Santos FC               | Brasil         | 2002 - 2003       |
| Corinthians             | Brasil         | 2003 - 2005       |
| CA Juventus             | Brasil         | 2005              |
| SC Internacional        | Brasil         | 2006              |
| Grêmio Barureri         | Brasil         | 2007              |
| FC Chiasso              | Suiza          | 2007 - 2008       |
| Avaí FC                 | Brasil         | 2009              |
| Río Claro FC            | Brasil         | 2010              |
| Ventura County Fusion   | Estados Unidos | 2010              |
| CFZ Imbituba            | Brasil         | 2011              |
| S.E.R. Caxias do Sul    | Brasil         | 2011              |
| Marcílio Dias           | Brasil         | 2012              |
| Rio Branco FC           | Brasil         | 2012              |
| Inter de Lages          | Brasil         | 2013              |
| Gurupi                  | Brasil         | 2013              |
| Treze FC                | Brasil         | 2013              |
| Brasiliense FC          | Brasil         | 2014              |
| Wilstermann             | Bolivia        | 2014 - 2017       |
| São Paulo               | Brasil         | 2017              |
| Red Bull Brasil         | Brasil         | 2018              |
| Paysandu Sport Club     | Brasil         | 2018              |
| Bolívar                 | Bolivia        | 2019              |
| Inter de Limeira        | Brasil         | 2020              |
| Operário Ferroviário    | Brasil         | 2021 - 2022       |
| Independiente Petrolero | Bolivia        | 2022 - Actualidad |

## Palmarés

### Títulos estatales
| Título                 | Club       | País   | Año  |
| ---------------------- | ---------- | ------ | ---- |
| Campeonato Catarinense | Avaí F. C. | Brasil | 2009 |

### Títulos nacionales
| Título           | Club              | País    | Año           |
| ---------------- | ----------------- | ------- | ------------- |
| Primera División | Jorge Wilstermann | Bolivia | Clausura 2016 |
| Primera División | Bolívar           | Bolivia | Apertura 2019 |